# Profisport

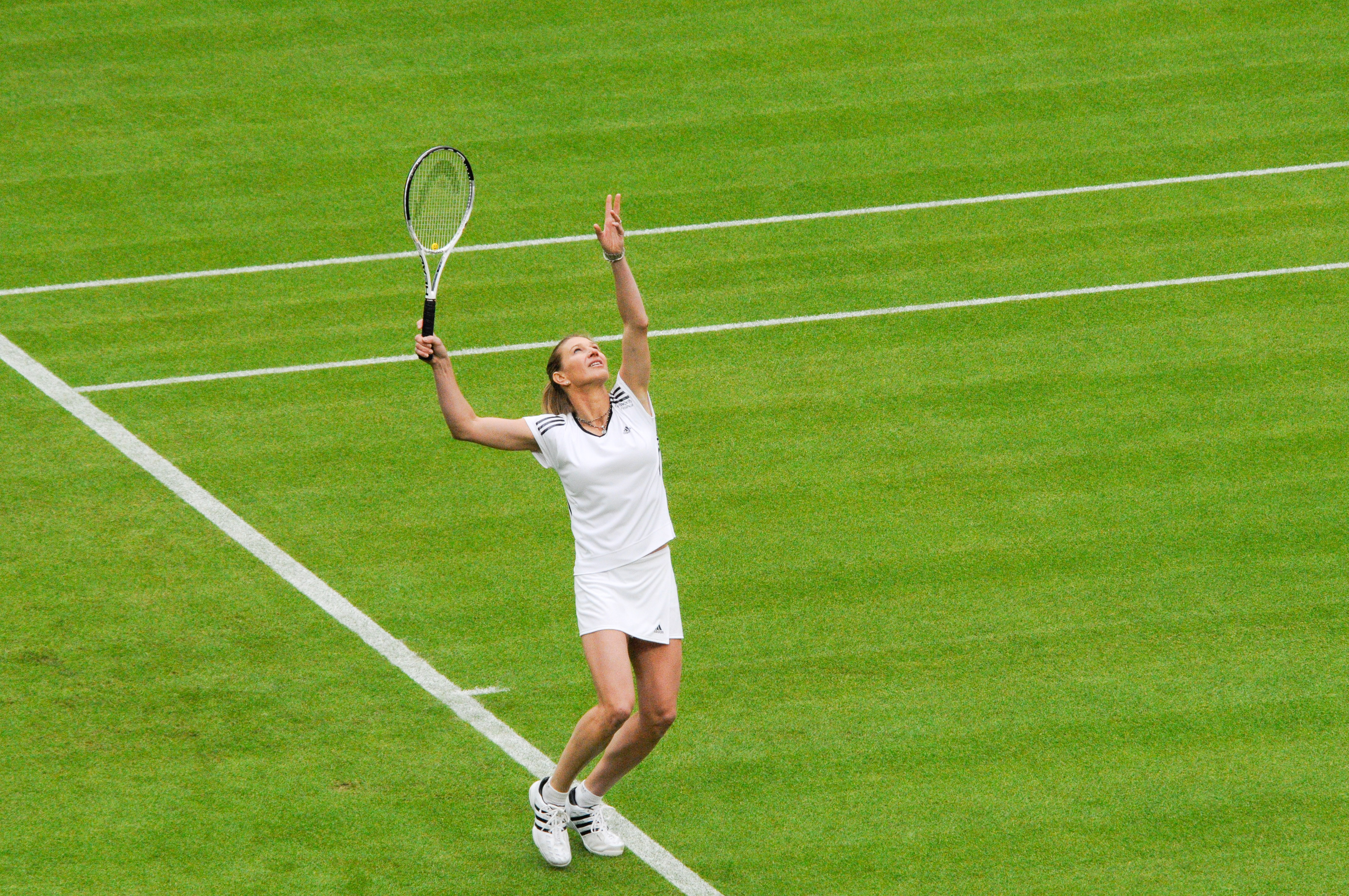
Steffi Graf, Tennisprofi

Im Profisport, auch Berufssport genannt, erhält ein Sportler für die Ausübung seiner Sportart Einkünfte, von denen er seinen Lebensunterhalt bestreiten kann. Er übt die Sportart also berufsmäßig aus. Solche Sportler werden Berufssportler oder Profisportler genannt. Die Einkünfte können beispielsweise durch feste Gehälter, Prämien, Preisgelder, Werbeverträge, Mäzenatentum, Sponsoring oder anderweitige Zuwendungen, wie beispielsweise Sporthilfe, erzielt werden. Berufssport ist Teil der kulturellen Arbeitswelt und immer Leistungssport.

## Geschichte
Die Vorstellung, dass man mit seinem Sport kein Geld verdienen sollte, entstand in den englischen Public Schools im letzten Drittel des 19. Jahrhunderts. Die Kämpfer im mittelalterlichen Turnier waren teilweise Profis, Boxen wurde im 18. und 19. Jahrhundert als Berufssport betrieben, Rudern wurde im 19. Jahrhundert von Profis und von Amateuren betrieben. In der Leichtathletik gab es schon im 18. Jahrhundert Profitum, welches zumeist daraus bestand, dass Sportler auf ihre eigene Leistung wetteten.
Nach dem Zweiten Weltkrieg gab es in Deutschland massive Widerstände gegen die Kommerzialisierung des Sports. Der von Vereinen und Verbänden organisierte Amateursport wurde als Gegenpol zur Wirtschaftswelt mit Arbeit, Beruf, Gelderwerb und rationalen Kalkül hochstilisiert beziehungsweise idealisiert. Mit dem Streben nach Höchstleistungen konnten diese Ideale und Leitbilder immer weniger gehalten werden. Die Forderung nach mehr Leistung bedeutet zwangsläufig mehr Investitionen in Trainingszeit, Trainer, Betreuerstab und Sportgeräte. Der dadurch entstehende Kostendruck zwang die Vereine und Verbände zu einer immer intensiveren Kommerzialisierung. Sportler konnten das Trainingsprogramm nur noch als Profi bewältigen. Staatsamateure und Sportsoldaten sind dabei besondere Formen der Professionalisierung, der einstigen Amateursportler, mit staatlicher Hilfe. Eine andere ist beispielsweise die Sporthilfe. Der Sport wurde ab den 1970er Jahren mehr und mehr von der Wirtschaft und den Kräften des Marktes beeinflusst und vereinnahmt. Mit dem Beginn des Privatfernsehens in Deutschland im Jahr 1984 erfuhr dieser Prozess noch eine zusätzliche Beschleunigung. In der Folge wurden die Amateurideale aufgelöst und die Werbeleitlinien (-verbote) erheblich liberalisiert. Profisportler werden von der Wirtschaft ökonomisch verwertet.

### Olympische Spiele

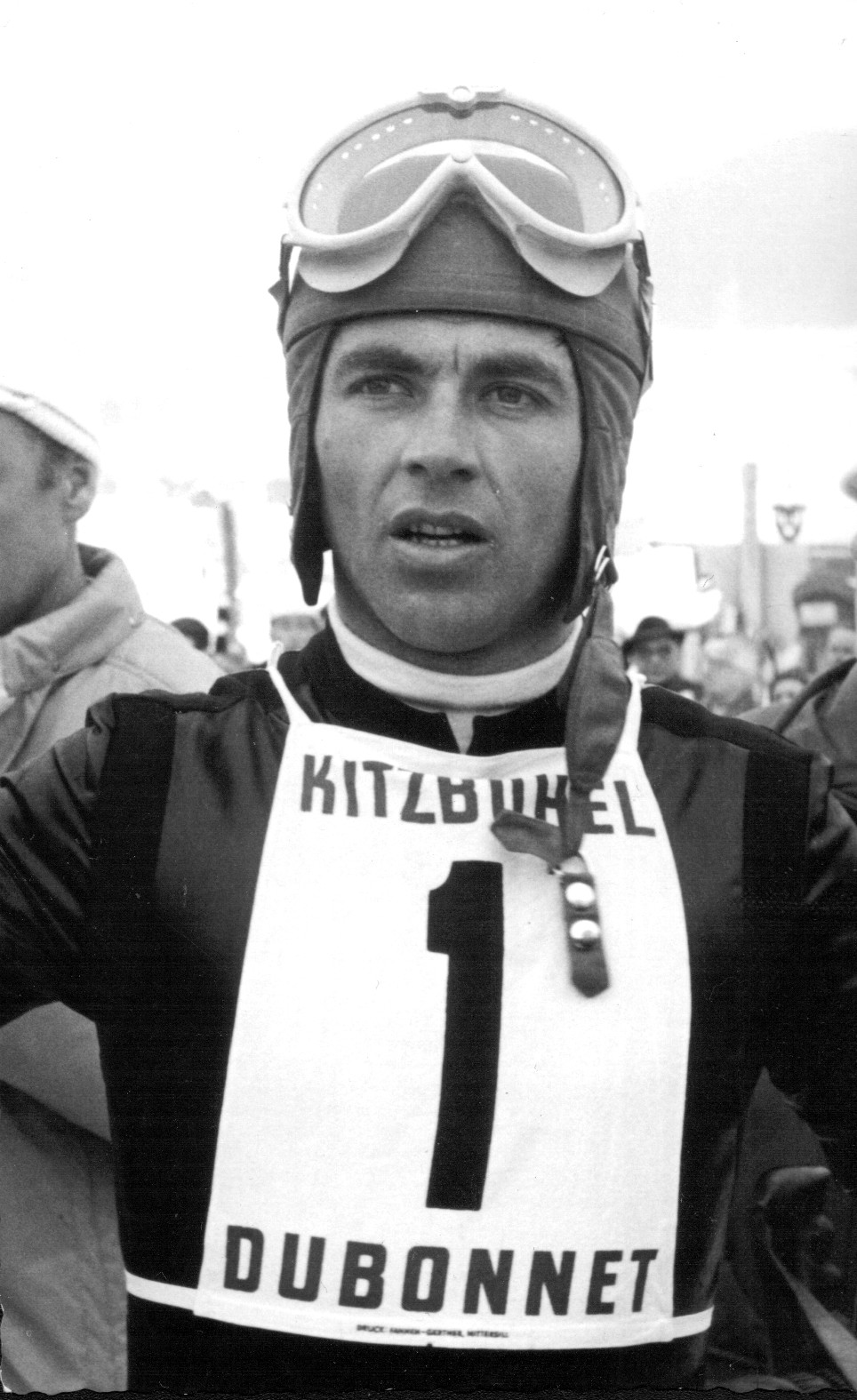
Karl Schranz wurde von den Olympischen Winterspielen 1972 in Sapporo von IOC-Präsident Avery Brundage nach einem Verstoß gegen die damaligen Amateurstatuten ausgeschlossen.

In den olympischen Sportarten war von Beginn der Olympischen Spiele der Neuzeit der Amateurgedanke von Pierre de Coubertin bis zu Avery Brundage ein zentrales Element der Olympischen Charta. Brundage war bis zuletzt ein kompromissloser Verfechter des Amateurstatus. Sportler, wie beispielsweise der österreichische Skifahrer Karl Schranz, wurden wegen Verstoßes gegen das Amateurgesetz von den olympischen Spielen ausgeschlossen. Profisportler schaffen sich – so die damalige Denkweise – gegenüber den Amateuren einen unfairen Vorteil, da sie als Berufssportler andere Trainingsmöglichkeiten haben. Die auf Brundage folgenden IOC-Präsidenten lockerten die Amateurbestimmungen nach und nach. 1981 wurde in Baden-Baden der Amateurparagraph zunächst nur geändert, 1986 in Lausanne dann völlig fallen gelassen. Dadurch, dass viele Sportarten ihr Regelwerk an der Olympischen Charta ausrichten, wurden weite Teile des Sports beeinflusst und dem Profisport eine Basis geboten.

### Fußball
1922 sprach sich der DFB eindeutig für den Amateursport aus und verurteilte im folgenden Jahr das Profitum als „Verfallserscheinung“. Die Gegner des Profisports kamen dabei aus allen wichtigen politischen Lagern. Das bürgerliche Lager sah im Amateursport das Ideal mit völkerverbindenden Charakter bei internationalen Wettkämpfen. Die Völkische Bewegung sah im Sport nur ein Mittel zur körperlichen Ertüchtigung – vor allem für den Kriegsdienst –, und die Arbeitersportbewegung war grundsätzlich gegen den Berufssport. Es bildeten sich in der Folge Formen von „Scheinamateurismus“ heraus. 1930 wurden 14 Spieler von Schalke 04 zu Berufssportlern erklärt und gesperrt. Der Druck auf den DFB stieg in der Folge weiter an und der Verband beschloss 1932 die Einführung des Berufsfußballs. Diese Pläne konnten jedoch mit der Machtergreifung der Nationalsozialisten im Januar 1933 und der kurz darauf erlassenen Gleichschaltungsgesetze nicht mehr umgesetzt werden. In Österreich gab es dagegen deutlich früher eine Professionalisierung im Fußball: Der SC Hakoah Wien wurde 1925 erster österreichischer Profimeister. Mit dem Anschluss Österreichs 1938 wurde dann auch der Profifußball in Österreich zerschlagen.

### Tennis
Im Tennis zeichneten sich dagegen deutliche Tendenzen zur Trennung zwischen Amateur- und Profisport ab. Erste Ansätze dazu finden sich bereits im 19. Jahrhundert in Dublin und London. 1911 wurde als Berufsverband der Verband Deutscher Tennislehrer (VDT) gegründet. Karel Koželuh und Roman Najuch gehörten zu den ersten professionellen Spielern. Auf internationaler Ebene wurden die Association of Tennis Professionals (ATP) 1972 und die Women’s Tennis Association (WTA) 1973 gegründet.

## Abgrenzung zum Amateursport
Im Gegensatz zum Berufssportler bezieht der Amateursportler für seine sportliche Tätigkeit keine Einkünfte, oder die Einkünfte sind für einen Lebensunterhalt zu niedrig. Die Übergänge zwischen Amateursport und Profisport sind fließend. Harald Fischer hat daher zwischen Sport als Erwerbschance und Sport als Versorgungschance unterschieden, als er in Deutschland den Professionalisierungsprozess im Basketball analysierte. Wurden früher nur in sozialistischen Ländern, oder wenn Sportler als Staatsbedienstete für Sportaktivitäten freigestellt bzw. unterstützt werden wie Sportsoldaten oder Staatsamateure, so ist dies inzwischen weltweit der Fall, da sich der Staat durch den Spitzensport repräsentiert sieht.

## Sportarten

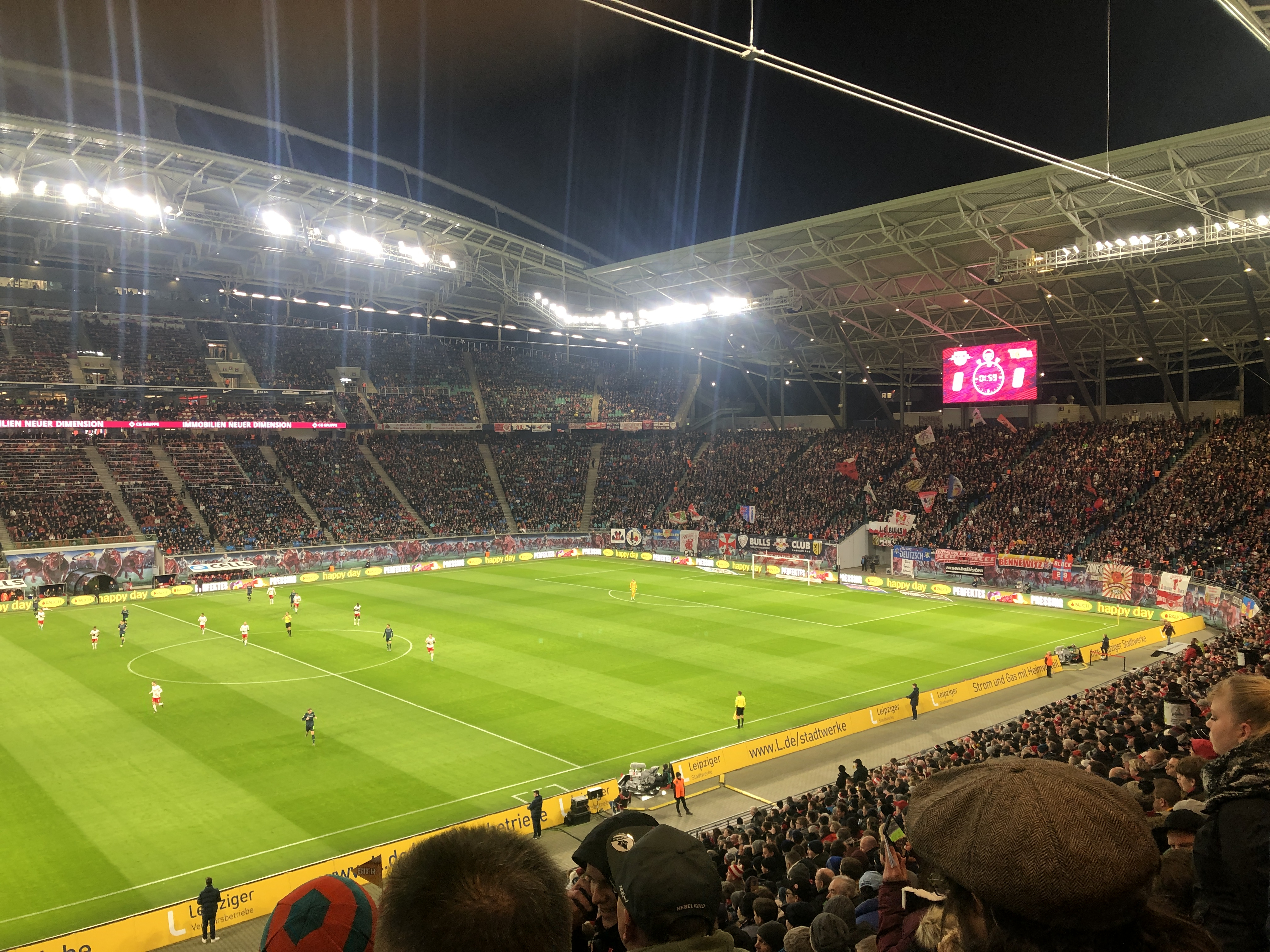
Profifußball in der Bundesliga

Für einige Sportarten wurde festgelegt, wann es sich um Profisport handelt, allerdings gibt es dabei de facto erhebliche Abweichungen. So wird beispielsweise der Profifußball in Deutschland offiziell in drei Spielklassen (Bundesliga, 2. Bundesliga sowie 3. Liga) gespielt. Dies schließt jedoch nicht aus, dass beispielsweise in den Fußball-Regional- und Oberligen durchaus Spielergehälter möglich sind, die ausschließlich zum Zweck des Lebensunterhaltes gezahlt werden oder auf der anderen Seite in den Profiklassen auch Amateure mitspielen. Mischformen aus Profi- und Amateursportler („Halbprofis“) sind beispielsweise Teilzeitbeschäftigung und Sportkarriere oder Spielertrainer. Amateur- und Profisport lassen sich in vielen Fällen nicht mehr sauber abgrenzen.
In nahezu allen Bereichen des Leistungssports sind seit der Professionalisierung des Sports Profisportler aktiv. Während in Sportarten wie beispielsweise Fußball, Baseball, Boxen, Radfahren oder Tennis schon vor 1980 Berufssportler die Regel waren, gab es in den „klassischen“ olympischen Sportarten Profis erst ab den 1980er Jahren. Im Rahmen der immer weiter voranschreitenden Professionalisierung des Sports sind Berufssportler mittlerweile auch im Bereich der Randsportarten zu finden.

## Lebensunterhalt
Wenn sich ein Sportler für den Profisport entscheidet, so kann er wegen des in den meisten Fällen notwendigen täglichen Trainings nicht am normalen Erwerbsleben teilnehmen. Andererseits möchte er seinen Lebensunterhalt auch langfristig abgesichert haben. Erschwerend ist dabei, dass die Leistungsfähigkeit in den meisten Sportarten zeitlich gesehen erheblich kürzer als die Erwerbsfähigkeit im normalen Berufsleben ist. Der Spitzensportler ist auf Geldgeber angewiesen, die ihn finanziell unterstützen und fördern.
Der Begriff „semiprofessionell“ kann sich einerseits auf einen individuellen Sportler beziehen – so kann ein Sportler zwar ein Entgelt für seine Tätigkeit erhalten, dies aber nicht für den Lebensunterhalt ausreichen bzw. der Sport nicht seine einzige Tätigkeit sein. Viele semiprofessionelle Sportler befinden sich neben ihrer sportlichen Tätigkeit in einer Berufsausbildung, im Studium oder im regulären Berufsleben – teilweise bei einem Sponsoren ihres Sportvereins. Zum anderen können Ligen oder Wettbewerbe insgesamt semiprofessionell sein, wenn einige Teilnehmer unter die Kategorie „Profi“ fallen, andere aber Amateure sind.

## Rechtliches
Bereits 1974 stellte der Europäische Gerichtshof (EuGH) im Fall Walrave und Koch fest, dass der Berufssport als wirtschaftliche Tätigkeit dem EG-Vertrag unterliegt. Mit der Bosman-Entscheidung 1995 stellten die Richter des EuGH Profivereine weitgehend den Unternehmen gleich.
„Echten Amateursport“ sieht das Gericht dann gegeben, wenn die Ausübung des Sports keine wirtschaftliche Tätigkeit darstellt. Direkte und indirekte Gegenleistungen in finanzieller Form fehlen dabei oder sind in ihrem Umfang unwesentlich.
In Deutschland fallen Berufssportler unter den Art. 12 Grundgesetz (freie Wahl von Beruf, Arbeitsplatzes und Ausbildungsstelle). Als Arbeitnehmer haben sie einen Anspruch auf die Zahlung von Arbeitslosengeld.

## Kritik
Einer der ursprünglichen Gedanken des Sports war die Förderung der Gesundheit. Im Profisport oder allgemeiner im Leistungssport droht dies nach Ansicht einiger Kritiker ins Gegenteil umzuschlagen. Andererseits ist der Berufssport mittlerweile in vielen Ländern ein wichtiger Wirtschaftsfaktor mit Milliardenumsätzen geworden, mit dem eine Vielzahl von Arbeitsplätzen unmittelbar und mittelbar verknüpft ist.
In seiner ursprünglichen Ausrichtung war Sport ein Gegenpol und Ausgleich zur materialistisch geprägten Arbeitswelt.
Mit der Kommerzialisierung sei – so die Kritiker – der Gedanke des Fair Play verloren gegangen. Materielle Dinge würden im Vordergrund stehen. Profisportler wären als Vorbilder für amaterielles, rein leistungsorientiertes Denken und Handeln ungeeignet. Der Profisport wäre kein Gegenpol mehr zur materialistisch geprägten Leistungswelt. Der Profisport ist Bestandteil dieser Leistungswelt geworden.
Bedingt durch den Leistungsdruck werden Verletzungen häufig nicht ausreichend auskuriert. Kommerziell ausgerichtete Wettkampfpläne, mit einer zunehmenden Anzahl von nationalen und internationalen Wettbewerben, lassen in vielen Fällen keine ausreichende Regeneration der Athleten zu. Die Kommerzialisierung des Sports gehe auf Kosten der Gesundheit der Sportler.
In Sportarten, in denen die individuelle Einzelleistung mess- und vergleichbar ist, bestimmt die persönliche Leistung auch den Marktwert des Sportlers und so dessen Einkommen. Die Versuchung die eigene Leistung durch illegale Maßnahmen, wie beispielsweise Dopingmittel, zu erhöhen ist entsprechend hoch.
Berufssportler gehören zu der Berufsgruppe mit der höchsten Unfallhäufigkeit.